# Rusałka drzewoszek
Rusałka drzewoszek (Nymphalis xanthomelas) – motyl z rodziny rusałkowatych, bardzo podobny do rusałki wierzbowca i rusałki pokrzywnika. 
Wygląd
W odróżnieniu od wierzbowca, drzewoszek ma białą, półksiężycowatą plamkę w okolicach wierzchołka przedniego skrzydła. Wierzch ciemnobrązowy z licznymi rozjaśnieniami. Spód czaro-brązowy, maskujący. Ważną cechą rozpoznawczą są żółte nogi. Długość przedniego skrzydła około 3 cm.
Czas lotu
Lata od lipca do czerwca, z przerwą na sen zimowy, który odbywa w dziuplach, ruderach, na strychach i w piwnicach.
Biotop
W odróżnieniu od wierzbowca gatunek ten woli widne lasy liściaste i mieszane od sadów owocowych. Częstokroć widywany na wsiach, gdzie wygrzewa się w słońcu siedząc na składach drewna, stodołach itp. Chętnie spija sok wyciekający z owoców i zranionych drzew, nie gardzi padliną. Nader często odpoczywa także na mokrej glebie, skąd również pobiera płyny. Rzadko odwiedza kwiaty.
Stadia rozwojowe
Gąsienica jest czarna, kolczasta, z brązowymi plamkami. Żyje we wspólnym oprzędzie. Żeruje na iwie i wierzbie białej. Poczwarka jest szaro-brązowa, wisząca, niejednokrotnie fioletowa. Imago jest wytrzymały, choć wrażliwy na zanieczyszczenia.
WystępowanieOd Europy Środkowej po Japonię. W Polsce gatunek zdecydowanie rzadki, występujący wyłącznie na nizinach, częściej na wschodzie (lokalnie na Dolnym Śląsku).

## Nymphalis xanthomelas anna (Polska)

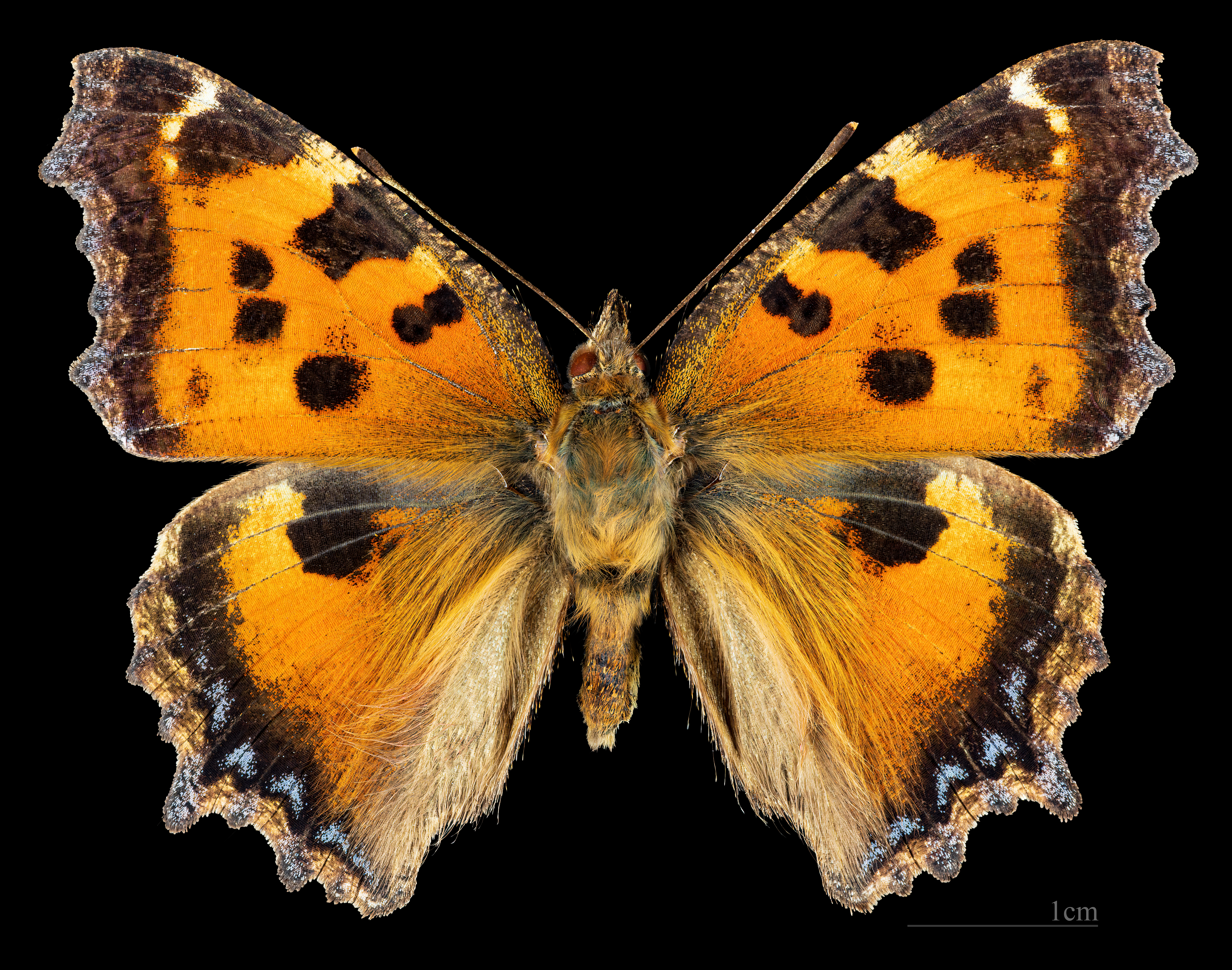
♂
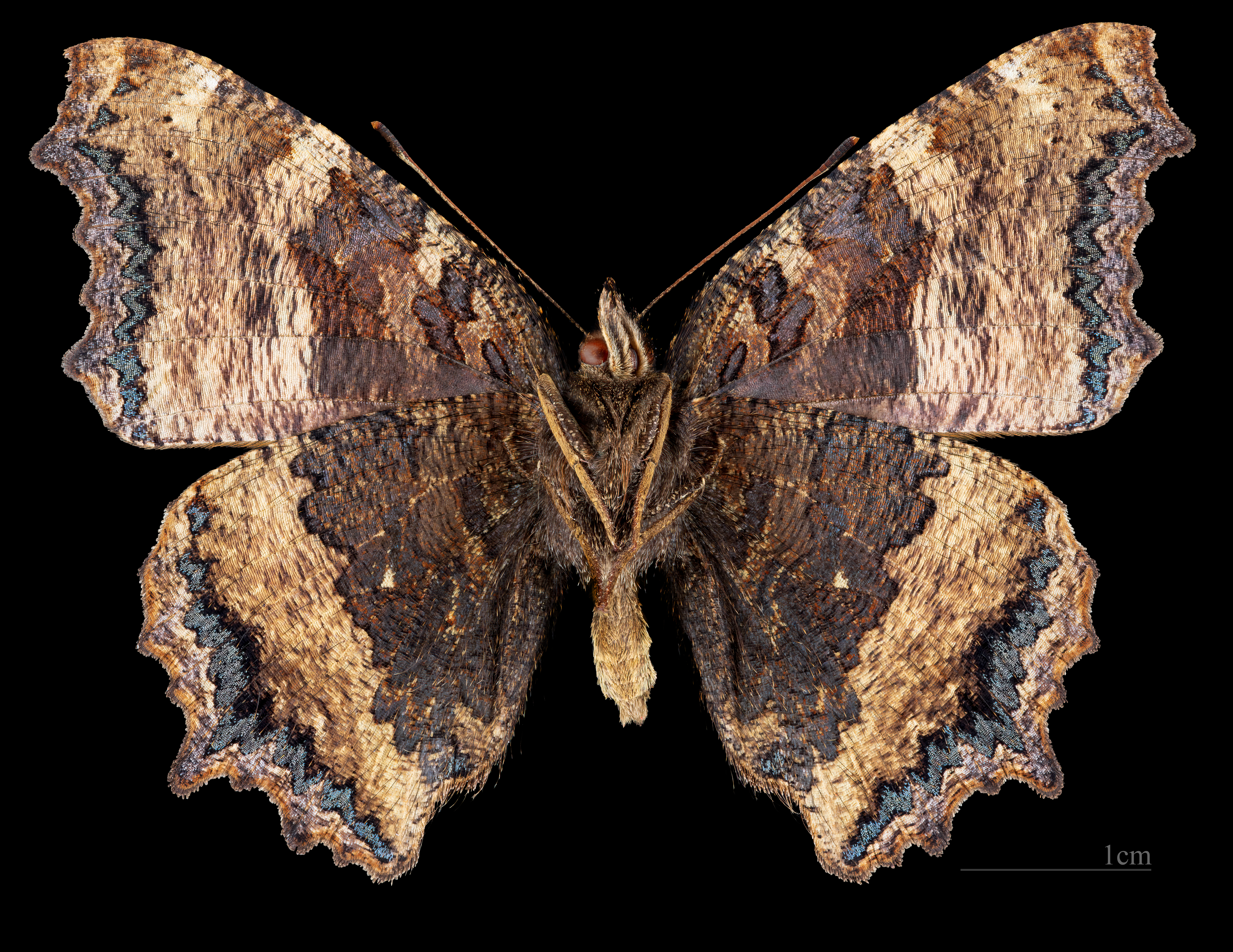
♂ △